# Achatia infructuosa
Achatia infructuosa là một loài bướm đêm trong họ Noctuidae.